# Viaduc de Bocognano
Le Viaduc de Bocognano ou Viaduc de Fondali, appelé aussi Viaduc de Casca Poletrini, est un ouvrage de 274 mètres de long, situé sur la commune de Bocognano en Corse-du-Sud en France, emprunté par la Route territoriale 20. 
Avec le tunnel de Bocognano, il constitue les deux principaux ouvrages d'art du contournement du village de Bocognano.

## Histoire
Avec le tunnel de Bocognano, le viaduc est étudié et construit dans le projet d'un contournement de Bocognano de 4,5 kilomètres. Il permet d'éviter la traversée restreinte et difficile du village et de raccourcir la distance qui était auparavant de 6 kilomètres. Le viaduc se trouve sur un tracé à forte pente, qui part du rond-point à la jonction des routes T 20 et D 27 à 624 m d'altitude jusqu'au pont de Sellola à une altitude de 876 m.
Caractéristiques techniques  - (Structurea)
- Pont route pour le franchissement d'une voie ferrée et d'un ravin
- Piles : 4 unités en béton armé
- Tablier : 2 poutres  IPE en acier - hauteur 2,40 m, avec dalle-hourdis en béton armé
- Travées : 5 unités : 44 m - 3 x 62 m - 44 m
- Longueur du tablier : 274,00 m
- Largeur du tablier : 11,20 m
- Inclinaison longitudinale : 7,68 %
- Travaux - durée 26 mois